# Surrender (песня Дайаны Росс)
«Surrender» — песня, записанная американской певицей Дайаной Росс в 1971 году для одноимённого студийного альбома.

## Коммерческий приём
В США песня достигла 38 позиции в чарте Billboard Hot 100, а также 16 позиции в чарте Best Selling Soul Singles. В Великобритании песня заняла 10 место, став пятой сольной в топ-10 чарта данной страны.

## Чарты
| Чарт (1971)                               | Пиковая позиция |
| ----------------------------------------- | --------------- |
| Великобритания (UK Albums Chart)          | 10              |
| США (Billboard 100)                       | 38              |
| США (Billboard Best Selling Soul Singles) | 16              |

## Кавер-версии
В 1983 году группа The 5th Dimension записала диско-версию данной песни.